# 북동항로

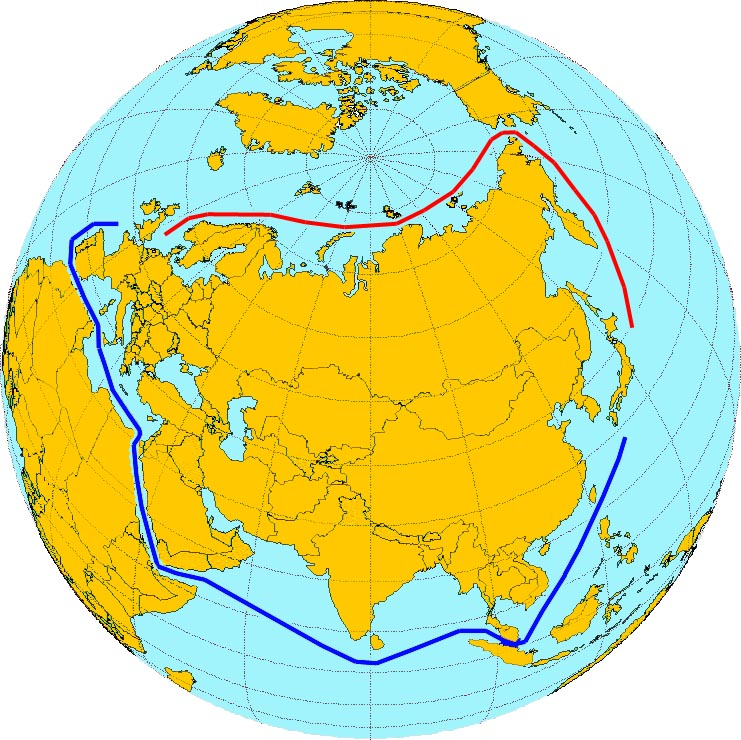
북동항로와 수에즈 운하 항로의 비교

북동항로(北東航路, 영어: Northeast Passage, NEP)는 대서양에서 태평양까지 러시아 북쪽 해안을 경유하는 항로이다. 북극항로(北極航路) 또는 동북항로(東北航路)라고도 한다.
16세기경 영국에서 북쪽으로 항해하여 북극해로 들어가 동시베리아해 연안으로 동진하여 중국으로 갈 수 있다고 믿었던 항로이다. 서북항로와 같이 스페인, 포르투갈의 방해를 받지 않고 동방의 황금국으로 갈 수 있다고 믿어 영국인들이 열심히 탐구하였다. 최초의 입안자는 세바스티아노 카보토이며 1553년 탐험대가 파견되었다. 그 뒤에도 몇 차례에 걸쳐 탐험이 계속되어 북극해로 들어가 오비 만까지 도달한 듯하였으나, 동쪽으로 그이상은 진출하지 못하였다. 그러나 이것이 계기가 되어 러시아와의 통상이 열리고, 영국은 동방에 새로운 유리한 시장을 획득하게 되었다.

## 참고 자료
- 이 문서에는 다음커뮤니케이션(현 카카오)에서 GFDL 또는 CC-SA 라이선스로 배포한 글로벌 세계대백과사전의 내용을 기초로 작성된 글이 포함되어 있습니다.

## 같이 보기
- 스테나 스피어(영어판)
  - 스테나 벌크(Stena Bulk)
    - 스테나 폴라리스호(Stena Polaris)
- 북서항로: 북극해의 북아메리카 부분을 따라가는 항로